# Edgar Wallace
Pour les articles homonymes, voir Edgar et Wallace.
Richard Horacio Edgar Freeman, né le 1er avril 1875 à Greenwich (Londres) et mort le 10 février 1932 à Hollywood (Californie), est un écrivain et journaliste britannique, également scénariste et réalisateur de cinéma. Il est l'auteur de nombreux romans policiers et récits d'aventures publiés sous le pseudonyme de Edgar Wallace.

## Biographie
Né à Greenwich, Edgar Wallace est confié par sa mère, une comédienne, alors qu'il n'est âgé que de neuf jours, à une famille modeste et nombreuse du quartier de Billingsgate, à Londres. Son père adoptif, un poissonnier, l'élève sous le nom de Freeman, comme s'il s'agissait de son propre fils. 
Il abandonne ses études à l'âge de douze ans.  Il s'engage ensuite dans l'armée et passe sept ans en Afrique du Sud.  En 1898, il amorce une carrière journalistique comme correspondant pendant la Guerre des Boers pour le Daily Mail et signe ses articles du pseudonyme Edgar Wallace, en l'honneur de l'écrivain Lew Wallace.  Pendant qu'il travaille au journal londonien, il a l'honneur de rencontrer Rudyard Kipling, un écrivain qu'il tient en haute estime.  À la suite d'un article diffamatoire et d'un procès, il est renvoyé.  Il n'en est pas affecté outre mesure, car en dépit d'une appréciable aisance financière, le journalisme ne le satisfait pas pleinement. Il décide de se lancer dans l'écriture et de jeter les bases d'une nouvelle forme de roman policier, le thriller anglais, sorte de roman d'aventures et de poursuite, mâtinée d'enquête et de déduction, qui se retrouve dans la série des « Quatre Justiciers » (The Four Just Men, 1905).
De 1905 jusqu'à sa mort, il raconte à un dictaphone un nombre impressionnant de récits que des secrétaires vont dactylographier. Il pouvait ainsi produire un roman en quelques jours. Ce procédé lui permet de publier à un rythme soutenu plus de 170 ouvrages en moins de trente ans, touchant à divers genres : policier, roman d'aventures, fantastique et même science-fiction. Il use souvent de tous les poncifs de la littérature populaire du XIXe siècle, mais ses meilleurs romans, menées tambour battant, offrent une succession presque ininterrompue d'actions et de revirements. Nombre d'entre eux sont adaptés au cinéma, dont Red Aces (1929) et The Squeaker (1930), par les soins de Wallace lui-même en tant que réalisateur et scénariste.  En outre, il écrit, monte et produit une vingtaine de pièces dans un théâtre dont il est propriétaire.  
Retenu en Angleterre par une brève incursion en politique, il s'installe à Hollywood en 1931, où il est d'abord consultant au scénario, puis scénariste.  Il rencontre le succès avec l'adaptation du Chien des Baskerville de Conan Doyle, réalisée en 1932 par Gareth Gundrey, mais demeure aujourd'hui célèbre pour sa participation au scénario de King Kong avec Fay Wray. Diagnostiqué diabétique en décembre 1931, Wallace, qui a mené ses projets de scénario jusqu'au bout, meurt en février 1932.

## Œuvre

### Romans

#### SérieQuatre Justiciers
1. The Four Just Men (1905) Publié en français sous le titre Les Quatre Justiciers, Paris, Gallimard, coll. « Les Chefs-d'œuvre du roman d'aventures », 1931 ; réédition, Paris, CODA, coll. « Romans mystérieux » no 1, 2014  (ISBN 9782-84967-088-0) Publié en français dans une nouvelle traduction sous le titre Les Quatre Justiciers, Paris, Hachette, 1962 ; réédition, Paris, Neo, coll. « Le Miroir obscur » no 111, 1985 ; réédition, Paris, Librairie des Champs-Élysées, coll. « Le Masque » no 2149, 1993 ; réédition, Paris, Les Deux Coqs d'Or, 1998 ; réédition Auda Isarn, coll. « Lys Noir » n° 23, 2023
2. The Council of Justice (1908) Publié en français sous le titre La Chambre de Justice, trad. Jean-Pierre Jackson, Paris, CODA, coll. « Romans mystérieux » no 1, 2014  (ISBN 9782-84967-088-0)
3. The Just Men of Cordova (1917)
4. The Law of the Four Just Men ou Again the Three Just Men [États-Unis] (1921), recueil de nouvelles Publié en français sous le titre La Loi des Quatre Justiciers, Lausanne, L'Énigme/Jeheber, 1930 ; réédition, Paris, Néo, coll. « Le Miroir obscur » no 149, 1988 ; réédition, Paris, CODA, coll. « Romans mystérieux » no 1, 2014  (ISBN 9782-84967-088-0)
5. The Three Just Men (1926) Publié en français sous le titre Les Trois Justiciers, Paris, Éditions Cosmopolites, coll. « du Lecteur » no 4, 1928 Publié en français dans une autre traduction sous le titre Les Trois Justiciers, Paris, Librairie des Champs-Élysées, coll. « Le Masque » no 189, 1935 ; réédition, Paris, Librairie des Champs-Élysées, coll. « Club des Masques » no 175, 1973
6. Again the Three Just Men ou The Law of the Three Just Men [États-Unis] (1929)

#### SérieMr. J. G. Reeder
1. Room 13 (1924) Publié en français sous le titre La Chambre no 13, Paris, Gallimard, coll. « Les Chefs-d'œuvre du roman d'aventures », 1932
2. The Mind of Mr. J. G. Reeder ou The Murder Book of Mr. J. G. Reeder [États-Unis] (1925)
3. Terror Keep (1927) Publié en français sous le titre Le Château de la terreur, Paris/Bruxelles, Moorthamers, 1930
4. Red Aces (1929)
5. The Guv'nor and Other Short Stories ou Mr. Reeder Returns [États-Unis] (1932)

#### SérieInspecteur Elk
1. The Nine Bears ou The Other Man ou The Cheaters (1910), version révisée intitulée Silinski - Master Criminal, 1930
2. The Fellowship of the Frog (1925) Publié en français sous le titre La Marque de la grenouille, Genève, Jeheber, 1930 ; réédition, Paris, Néo, coll. « Le Miroir obscur » no 130, 1986 ; réédition dans Edgar Wallace vol. 1, Paris, Librairie des Champs-Élysées, coll. « Les Intégrales du Masque », 1993
3. The Joker ou The Colossus (1926) Publié en français sous le titre Le Mystificateur, Paris, Hachette, coll. « Les meilleurs romans étrangers », 1939 ; réédition dans Edgar Wallace vol. 1, Paris, Librairie des Champs-Élysées, coll. « Les Intégrales du Masque », 1993
4. The Twister (1928) Publié en français sous le titre Le Roublard, Paris, Gallimard, coll. « Les Chefs-d'œuvre du roman d'aventures », 1931
5. The India-Rubber Men (1929)
6. White Face (1930)
7. Silinski - Master Criminal (1930)

#### SérieSanders
1. Sanders of the River (1911)
2. The People of the River (1912)
3. The River of Stars (1913)
4. Bosambo of the River (1914)
5. Bones (1915)
6. The Keepers of the King's Peace (1917)
7. Lieutenant Bones (1918)
8. Bones in London (1921)
9. Sandi the King Maker (1922)
10. Bones of the River (1923)
11. Sanders ou Mr Commissionner Sanders (1926) Publié en français sous le titre Sanders, Paris, Hachette, coll. « Les meilleurs romans étrangers », 1935
12. Again Sanders (1928)

#### SérieEvans
1. Educated Evans (1924)
2. More Educated Evans (1926)
3. Good Evans (1927)

#### SérieSmithy
1. Smithy (1905)
2. Smithy Abroad (1909)
3. Smithy And The Hun (1915)
4. Nobby or Smithy's Friend Nobby (1916)

#### Autres romans policiers
- Angel Esquire (1908) Publié en français sous le titre Angel Esquire, Paris, Librairie des Champs-Élysées, coll. « Le Masque » no 91, 1931
- The Fourth Plague ou Red Hand (1913)
- Grey Timothy ou Pallard The Punter (1913)
- The Man Who Bought London (1915) Publié en français sous le titre L'homme qui voulut acheter Londres, Paris, Hachette, 1948 ; réédition, Paris, Hachette, coll. « L'Énigme » no 42, 1948
- The Melody of Death (1915) Publié en français sous le titre La Mélodie de la mort, Paris, Librairie des Champs-Élysées, coll. « Le Masque » no 105, 1931
- A Debt Discharged (1916) Publié en français sous le titre Étrange Expiation, Genève, Jeheber, 1929
- The Tomb of T'Sin (1916)
- The Secret House (1917) Publié en français sous le titre La Chaise de la mort, Genève, Jeheber, 1929
- The Clue of the Twisted Candle (1918) Publié en français sous le titre Une lueur dans l'ombre, Paris, Hachette, coll. « Les meilleurs romans étrangers », 1935 ; réédition, Paris, Hachette, coll. « L'Énigme » no 5, 1940
- Down under Donovan (1918) Publié en français sous le titre Le Gagnant du derby, Paris, Hachette, coll. « Les meilleurs romans étrangers », 1938 ; réédition, Paris, Hachette, coll. « L'Énigme » no 12, 1941
- The Man Who Knew (1918)
- The Strange Lapses Of Larry Loman (1918)
- Kate Plus 10 (1919) Publié en français sous le titre Le Mystère du train d'or, Paris, Hachette, coll. « Les meilleurs romans étrangers », 1934 ; réédition, Paris, Hachette, coll. « L'Énigme » no 36, 1948 ; réédition, Paris, Néo, coll. « Le Miroir obscur » no 154, 1989 ; réédition dans Edgar Wallace vol. 1, Paris, Librairie des Champs-Élysées,  coll. « Les Intégrales du Masque », 1993 ; réédition, Paris, Les Deux Coqs d'or, coll. « Mot de passe : policier » no 43, 1997
- The Daffodil Mystery ou The Daffodil Murder (1920) Publié en français sous le titre Le Mystère des jonquilles, Genève, Jeheber, coll. « Le Livre de l'énigme » no 10, 1931 ; réédition, Paris, Néo, coll. « Le Miroir obscur » no 141, 1987
- Jack O'Judgment (1920) Publié en français sous le titre Jack le Justicier, Genève, Jeheber, 1930
- The Angel of Terror ou The Destroying Angel (1922)
- The Crimson Circle (1922) Publié en français sous le titre Le Cercle rouge, Genève, Jeheber, 1929 ; réédition dans Edgar Wallace vol. 1, Paris, Librairie des Champs-Élysées, coll. « Les Intégrales du Masque », 1993 ; réédition, Paris, Les Deux Coqs d'or, coll. « Mot de passe : policier » no 34, 1996
- Mr. Justice Maxell ou Take-A-Chance Anderson (1922)
- The Valley of Ghosts (1922) Publié en français sous le titre La Vallée des spectres, Paris/Bruxelles, Moorthamers, 1952
- The Clue of the New Pin (1923) Publié en français sous le titre Les Deux Épingles, Genève, Jeheber, 1930
- The Green Archer (1923) Publié en français sous le titre L'Archer vert, Paris, Hachette, coll. « Les meilleurs romans étrangers », 1937 ; réédition, Paris, Néo, coll. « Le Miroir obscur » no 119, 1986 ; réédition, Toulouse, Éditions L'Ombre, coll. « Petite Bibliothèque Ombres », 1997
- The Missing Million (1923) Publié en français sous le titre L'Affaire Walton, Paris, Librairie des Champs-Élysées, coll. « Le Masque » no 26, 1928 ; réédition, Paris, Librairie des Champs-Élysées, coll. « Club des Masques » no 199, 1974
- The Dark Eyes of London ou The Croakers (1924)
- Double Dan ou Diana Of Kara-Kara [USA] (1924) Publié en français sous le titre Dan le sosie, Paris/Bruxelles, Moorthamers, 1951 ; réédition dans Edgar Wallace vol. 1, Paris, Librairie des Champs-Élysées, coll. « Les Intégrales du Masque », 1993
- The Face in the Night ou The Diamond Men ou The Ragged Princess (1924) Publié en français sous le titre Le Visage dans la nuit, Paris, Gallimard, coll. « Les Chefs-d'œuvre du roman d'aventures », 1932
- The Sinister Man (1924)
- Flat Two (1924) Publié en français sous le titre L'Appartement no 2, Paris, Gallimard, coll. « Les Chefs-d'œuvre du roman d'aventures », 1931
- The Three Oak Mystery (1924) Publié en français sous le titre Le Mystère des trois chênes, Paris, Gallimard, coll. « Les Chefs-d'œuvre du roman d'aventures », 1930
- The Blue Hand ou Beyond Recall (1925)
- The Daughters of the Night (1925)
- The Gaunt Stranger ou Police Work (1925), version révisée intitulée The Ringer (1926)
- A King by Night (1925) Publié en français sous le titre Le Roi de Bodinga, Paris, Gallimard, coll. « Les Chefs-d'œuvre du roman d'aventures », 1932
- The Strange Countess (1925) Publié en français sous le titre L'Étrange Comtesse, Paris, Hachette, coll. « L'Énigme » no 55, 1949
- The Avenger ou The Hairy Arm (1926) Publié en français sous le titre Le Vengeur, Genève, Jeheber, 1930 ; réédition dans Edgar Wallace vol. 1, Paris, Librairie des Champs-Élysées, coll. « Les Intégrales du Masque », 1993
- The Black Abbot (1926)
- The Day of Uniting (1926)
- The Ringer (1926) Publié en français sous le titre L'Homme aux cent masques, Paris, Éditions Cosmopolites, coll. « du Lecteur » no 55, 1930 Publié en français dans une autre traduction sous le titre L'Homme aux cent masques, Paris, Librairie des Champs-Élysées, coll. « Le Masque » no 209, 1936
- The Man from Morocco o Souls in Shadows ou The Black [USA] (1926) Publié en français sous le titre L'Homme du Maroc, Paris, Gallimard, coll. « Détectives » no 1, 1934
- The Million Dollar Story (1926)
- The Northing Tramp ou The Tramp (1926) Publié en français sous le titre Le Vagabond, Genève, Jeheber, 1930
- Penelope of the Polyantha (1926) Publié en français sous le titre La Passagère imprévue, Bruxelles, Moorthamers, 1951
- The Square Emerald ou The Woman (1926)
- The Terrible People ou The Gallows' Hand (1926) Publié en français sous le titre Les Terribles, Genève, Jeheber, coll. « Le Livre de l'énigme » no 11, 1931
- We Shall See! ou The Gaol-Breakers [USA] (1926)
- The Yellow Snake ou The Black Tenth (1926) Publié en français sous le titre Le Serpent jaune, Paris, Hachette, coll. « Les meilleurs romans étrangers », 1937 ; réédition, Paris, Hachette, coll. « L'Énigme » no 3, 1940 ; réédition, Paris, Néo, coll. « Le Miroir obscur » no 137, 1987
- Big Foot (1927) Publié en français sous le titre Big-Foot, Paris, Gallimard, coll. « Les Chefs-d'œuvre du roman d'aventures », 1932
- The Feathered Serpent ou Inspector Wade ou Inspector Wade And The Feathered Serpent (1927)
- The Forger ou The Counterfeiter (1927) Publié en français sous le titre Le Faussaire, Paris, Librairie des Champs-Élysées, coll. « Le Masque » no 78, 1931 ; réédition, Paris, Librairie des Champs-Élysées, coll. « Club des Masques » no 191, 1973
- The Hand of Power ou The Proud Sons Of Ragusa (1927) Publié en français sous le titre La Main dans l'ombre, Paris, Librairie des Champs-Élysées, coll. « Le Masque » no 34, 1929 ; réédition, Paris, Librairie des Champs-Élysées, coll. « Club des Masques » no 211, 1974Publié en français sous le titre La Main toute puissante..., Paris, Osiris, coll. « Le Corbeau » no 6, 1947
- The Man Who Was Nobody (1927) Publié en français sous le titre L'Homme sans nom, Paris, Hachette, coll. « Les meilleurs romans étrangers », 1939 ; réédition, Paris, Hachette, coll. « L'Énigme », 1947
- Number Six (1927)
- The Squeaker ou The Sign Of The Leopard ou The Squealer [USA] (1927) Publié en français sous le titre La Mouche, Paris, Éditions Cosmopolites, coll. « du Lecteur » no 8, 1929 Publié en français dans une autre traduction sous le titre La Mouche, Paris, Librairie des Champs-Élysées, coll. « Le Masque » no 164, 1934 [réimp. en fac-similé, 1997] ; réédition, Paris, Librairie des Champs-Élysées, coll. « Club des Masques » no 182, 1973
- The Traitor's Gate (1927) Publié en français sous le titre La Porte du traître, Paris, Hachette, coll. « Les meilleurs romans étrangers », 1938 ; réédition, Paris, Hachette, coll. « L'Énigme » no 6, 1940
- The Double (1928) Publié en français sous le titre Laquelle des deux ?, Paris, Hachette, coll. « Les meilleurs romans étrangers », 1936 ; réédition, Paris, Hachette, coll. « L'Énigme » no 1, 1940
- The Flying Squad (1928)
- The Gunner ou Gunman's Bluff [USA] (1928) Publié en français sous le titre Le Tueur, Paris, Gallimard, coll. « Les Chefs-d'œuvre du roman d'aventures », 1931
- Four Square Jane ou The Fourth Square (1929)
- The Golden Hades ou Stamped In Gold ou The Sinister Yellow Sign (1929)
- The Green Ribbon (1929) Publié en français sous le titre Le Ruban vert, Paris, Hachette, coll. « Les meilleurs romans étrangers », 1935 ; réédition, Paris, Hachette, coll. « L'Énigme » no 8, 1940
- The Calendar (1930)
- The Clue of the Silver Key ou The Silver Key (1930)
- The Lady of Ascot (1930) Publié en français sous le titre La Châtelaine d'Ascot, Paris, Hachette, coll. « Les meilleurs romans étrangers », 1939 ; réédition, Paris, Hachette, coll. « L'Énigme » no 13, 1941
- The Devil Man ou Sinister Street ou Silver Steel ou The Life And Death Of Charles Peace (1931) Publié en français sous le titre L'Homme diable, Paris, Hachette, coll. « L'Énigme », 1949
- The Man at the Carlton ou The Mystery Of Mary Grier (1931) Publié en français sous le titre L'Homme du Carlton, Paris, Hachette, coll. « Les meilleurs romans étrangers », 1934
- The Coat of Arms ou The Arranways Mystery (1931)
- On the Spot: Violence and Murder in Chicago (1931) Publié en français sous le titre Le Gangster, Paris, Alexis Redier, coll. « Le Domino Noir » no 2, 1931 ; réédition, Paris, Hachette, coll. « L'Énigme » no 20, 1941
- When the Gangs Came to London ou Scotland Yard's Yankee Dick ou The Gangsters Come To London (1932)
- The Frightened Lady ou The Case of the Frightened Lady ou Criminal At Large (1933) Publié en français sous le titre Quelqu'un a tué..., Paris, Hachette, coll. « Les meilleurs romans étrangers »s, 1933 ; réédition, Paris, Hachette, coll. « L'Énigme » no 4, 1940
- The Road to London (1986)

#### Autres romans
- Captain Tatham of Tatham Island ou Eve's Island ou The Island of Galloping Gold (1909) Publié en français sous le titre L'Île d'Ève, Paris, Hachette, coll. « Les meilleurs romans étrangers », 1938 ; réédition, Paris, Hachette, coll. « L'Énigme » no 21, 1940 ; réédition, Paris, Néo, coll. « Le Miroir obscur » no 146, 1988 ; réédition dans Edgar Wallace vol. 1, Paris, Librairie des Champs-Élysées, coll. « Les Intégrales du Masque », 1993
- The Duke in the Suburbs (1909)
- Private Selby (1912)
- "1925" - The Story of a Fatal Peace (1915)
- Those Folk of Bulboro (1918)
- The Green Rust (1919) Publié en français sous le titre La Rouille mystérieuse, Paris, Hachette, coll. « Les meilleurs romans étrangers », 1936 ; réédition, Paris, Hachette, coll. « L'Énigme » no 2, 1940 ; réédition, Paris, Néo, coll. Le Miroir obscur no 133, 1986
- The Book of all Power (1921) Publié en français sous le titre Le Mystérieux Talisman, Paris, Hachette, coll. « Les meilleurs romans étrangers », 1935 ; réédition, Paris, Hachette, coll. « L'Énigme » no 7, 1941
- Flying Fifty-Five (1922) Publié en français sous le titre Un outsider du derby : Le 55, Paris, Hachette, coll. « Les meilleurs romans étrangers », 1934 ; réédition, Paris, Hachette, 1941
- Captains of Souls (1922) Publié en français sous le titre Le Capitaine des âmes, Paris, Gallimard, coll. « Les Chefs-d'œuvre du roman d'aventures », 1933
- The Books of Bart (1923)
- Barbara on Her Own (1926)
- The Door with Seven Locks (1926) Publié en français sous le titre La Porte aux sept serrures, Paris, Éditions Cosmopolites, coll. « du Lecteur » no 44, 1930 Publié en français dans une autre traduction sous le titre La Porte aux sept serrures, Paris, Librairie des Champs-Élysées, coll. « Le Masque » no 178, 1935 ; réédition, Paris, Librairie des Champs-Élysées, coll. « Club des Masques » no 169, 1973
- Planetoid 127 (1929)

### Recueils de nouvelles
- The Admirable Carfew (1914)
- The Adventure of Heine (1917)
- Tam O' The Scouts (1918)
- The Fighting Scouts (1919)
- Chick (1923) Publié en français sous le titre Chick, Paris, Hachette, coll. « Les meilleurs romans étrangers », 1940
- The Black Avons (1925)
- The Brigand (1927)
- The Mixer (1927) Publié en français sous le titre Le Gentleman, Paris, Gallimard, coll. « Les Chefs-d'œuvre du roman d'aventures », 1929
- This England (1927)
- Elegant Edward (1928)
- The Governor of Chi-Foo (1929)
- The Orator (1928)
- The Thief in the Night (1928)
- Again the Ringer ou The Ringer Returns [USA] (1929)
- The Big Four ou Crooks Of Society (1929)
- The Black ou Blackmailers I Have Foiled (1929)
- The Cat-Burglar (1929)
- Circumstantial Evidence (1929)
- Fighting Snub Reilly (1929)
- For Information Received (1929)
- Forty-Eight Short Stories (1929)
- Planetoid 127 and The Sweizer Pump (1929)
- The Ghost of Down Hill & The Queen Of Sheba's Belt (1929)
- The Iron Grip (1929)
- The Lady of Little Hell (1929) Publié en français sous le titre Miss Démon, Paris/Bruxelles, Moorthamers, 1930
- The Little Green Man (1929)
- The Prison-Breakers (1929)
- The Reporter (1929)
- Killer Kay (1930)
- Mrs William Jones and Bill (1930)
- The Stretelli Case And Other Mystery Stories (1930)
- The Terror (1930) Publié en français sous le titre La Terreur, Paris, Hachette, coll. « Les meilleurs romans étrangers », 1936 ; réédition, Paris, Hachette, coll. « L'Énigme » no 15, 1941
- The Lady Called Nita (1930)
- Sergeant Sir Peter ou Sergeant Dunn, C.I.D. (1932)
- The Scotland Yard Book Of Edgar Wallace (1932)
- The Steward (1932)
- Nig-Nog and Other Humorous Stories (1934)
- The Last Adventure (1934)
- The Woman From The East (1934), en collaboration avec Robert George Curtis
- The Edgar Wallace Reader Of Mystery And Adventure (1943)
- The Undisclosed Client (1963)
- The Death Room: Strange And Startling Stories (1986)
- The Sooper and Others (1984)
- Winning Colours: The Selected Racing Writings of Edgar Wallace (1991)

### Poésie
- The Mission That Failed (1898)
- War And Other Poems (1900)
- Writ In Barracks (1900)

### Théâtre
- An African Millionaire (1904)
- The Forest Of Happy Dreams (1910)
- Dolly Cutting Herself (1911)
- The Manager's Dream (1914)
- M'Lady (1921)
- Double Dan (1926)
- The Mystery Of room 45 (1926)
- A Perfect Gentleman (1927)
- The Terror (1927)
- Traitors Gate (1927)
- The Lad (1928)
- The Man Who Changed His Name (1928)
- The Squeaker (1928)
- The Calendar (1929)
- Persons Unknown (1929)
- The Ringer (1929)
- The Mouthpiece (1930)
- On the Spot (1930)
- Smoky Cell (1930)
- The Squeaker (1930)
- To Oblige A Lady (1930)
- The Case Of the Frightened Lady (1931)
- The Old Man (1931)
- The Green Pack (1932)
- The Table (1932)

## Filmographie

### Comme scénariste
- 1915 : Nurse and Martyr
- 1921 : The Four Just Men
- 1928 : Mark of the Frog (en)
- 1929 : Prince Gabby
- 1930 : Should a Doctor Tell? (en)
- 1932 : The Hound of the Baskervilles
- 1933 : King Kong

### Comme réalisateur
- 1929 : Red Aces
- 1930 : The Squeaker

## Adaptations au cinéma
- 1928 : The Terror de Roy Del Ruth
- 1952 : L'assassin a de l'humour  (The Ringer), film de Guy Hamilton
- 1971 : Cran d'arrêt (Una Farfalla con le ali insanguinate)
- 1976 : La Noche de los asesinos
- 1983 : Sangre en mis zapatos
- 1986 : Das Geheimnis von Lismore Castle (TV)
- 1998 : Edgar Wallace - Whiteface (TV)
- 1998 : Edgar Wallace - Das Haus der toten Augen (TV)
- 2002 : Edgar Wallace - Das Schloss des Grauens (TV)

## Adaptations en bande dessinée
Sur un scénario d'André-Paul Duchâteau et dessins de Peter Li, chez Lefrancq, coll. BDétectives
1. Le Serpent jaune (1992)
2. L'Archer vert (1995)